# Enrico V di Brunswick-Lüneburg
Enrico V di Brunswick-Lüneburg, detto il Giovane (Wolfenbüttel, 10 novembre 1489 – Wolfenbüttel, 11 giugno 1568), fu duca di Brunswick-Lüneburg e principe di Brunswick-Wolfenbüttel dal 1514 fino alla sua morte.
È conosciuto per il grande numero di guerre a cui partecipò.

## Biografia
Enrico o Arrigo nacque nel 1489 nella regione della Bassa Sassonia, in Germania, da Enrico IV di Brunswick-Lüneburg, conosciuto con l'appellativo di "Enrico il Vecchio", e Caterina di Pomerania-Wolgast. Divenne duca alla morte del padre in battaglia nel 1514 e presto entrò in conflitto con il vescovato di Hildesheim, contro il quale perse la Battaglia di Soltau Heath nel 1519. Nel 1521, l'imperatore Carlo V lo chiamò al suo servizio come comandante delle sue truppe. Nel 1523, il vescovato dovette cedere molti territori a Wolfenbüttel.
Nel 1525, partecipò alla guerra dei contadini tedeschi e nel 1528 assistette l'Imperatore nelle sue campagne contro Francia e Italia, ove, su ordine di Carlo V, giunse nel veronese alla guida di oltre diecimila uomini e attaccò Lazise il 18 maggio, distruggendo la pieve di San Martino che da quel momento venne abbandonata.
Mentre Enrico inizialmente di rivolse al protestantesimo e sostenne le fazioni della Confessione di Augusta nel 1530, egli si rivolse ai cattolici. Venne coinvolto nei conflitti con l'Elettorato di Sassonia e protestò a lungo quando Calenberg, parte del Brunswick-Lüneburg, si votò al protestantesimo. Nel 1541, con un pretesto, Enrico attaccò la città protestante di Goslar, e quando, nel 1542, l'Elettore di Sassonia e il Langravio d'Assia andarono in aiuto della città di Goslar come membri della Lega di Smalcalda, si impossessarono dell'intero principato di Wolfenbüttel. Per la sua restituzione, Enrico chiese aiuto a Carlo V, che gli disse di rivolgersi alla Lega di Smalcalda; nel 1544 questa pose sotto sequestro tutte le sue terre in attesa del giudizio definitivo. L'anno seguente, Enrico ricorse alle armi e fu imprigionato, sin quando l'imperatore non pagò il riscatto del suo rilascio nel 1547. Nel frattempo, i principi alleati del duca di Brunwick, con il supporto di Carlo V, entrarono in guerra contro l'Elettore di Sassonia e il Langravio d'Assia, per riconquistare il controllo di parte di Wolfenbüttel. Per rientrare in possesso dei suoi beni Enrico chiese anche l'aiuto all'arcivescovo di Brema.
Tuttavia, nel 1550 Volrad di Mansfeld occupò Wolfenbüttel ed Enrico dovette rifugiarsi a Metz. Ma Mansfeld presto lasciò l'assedio ed Enrico poté fare ritorno in patria. Nel 1553 si alleò con Maurizio di Sassonia, contro Alberto Alcibiade di Brandeburgo-Kulmbach, che aveva attaccato Wolfenbüttel. Questo conflitto culminò nella Battaglia di Sievershausen, nella quale i due figli maggiori di Enrico vennero uccisi. La battaglia, comunque, si concluse con la vittoria di Enrico.
È questione dibattuta se Enrico si convertì al protestantesimo sotto l'influenza dell'unico figlio rimastogli, Giulio. Morì nel 1568.

## Matrimoni ed eredi
Enrico sposò nel 1515 Maria (m. 1541), figlia di Enrico di Württemberg. Da questo matrimonio nacquero i seguenti figli che raggiunsero l'età adulta:
- Margarita (1516–1580), sposò Giovanni di Poděbrady, duca di Münsterberg e Oels, in 1561
- Caterina (1518-1574), sposò Giovanni di Brandeburgo-Küstrin;
- Maria (1521-1539);
- Carlo Vittorio (1525-1553);
- Filippo (1527-1553);
- Giulio (1528-1589);
- Clara (1532-1595).

Nel 1556 si risposò con Sofia Jagellona (m. 1575), figlia del Re Sigismondo I di Polonia, dalla quale non ebbe figli. Ebbe un'amante, Eva von Trotte, da cui ebbe dieci figli.

## Ascendenza
|                                     |                                   |                                   | Genitori                        |  |  | Nonni |  |  | Bisnonni                        |  |  | Trisnonni                    |  |
|                                     |                                   |                                   |                                 |  |  |       |  |  | Guglielmo di Brunswick-Lüneburg |  |  | Enrico di Brunswick-Lüneburg |  |
|                                     |                                   |                                   |                                 |  |  |       |  |  | Guglielmo di Brunswick-Lüneburg |  |  | Enrico di Brunswick-Lüneburg |  |
|                                     |                                   | Sofia di Pomerania                |                                 |  |  |       |  |  | Guglielmo di Brunswick-Lüneburg |  |  |                              |  |
| Guglielmo IV di Brunswick-Lüneburg  |                                   |                                   |                                 |  |  |       |  |  | Guglielmo di Brunswick-Lüneburg |  |  |                              |  |
|                                     |                                   | Cecilia di Brandeburgo            | Federico I di Brandeburgo       |  |  |       |  |  |                                 |  |  |                              |  |
|                                     |                                   | Cecilia di Brandeburgo            | Federico I di Brandeburgo       |  |  |       |  |  |                                 |  |  |                              |  |
|                                     |                                   | Cecilia di Brandeburgo            | Elisabetta di Baviera-Landshut  |  |  |       |  |  |                                 |  |  |                              |  |
| Enrico IV di Brunswick-Lüneburg     |                                   | Cecilia di Brandeburgo            |                                 |  |  |       |  |  |                                 |  |  |                              |  |
|                                     |                                   | Bodo VII di Stolberg-Werningerode | …                               |  |  |       |  |  |                                 |  |  |                              |  |
|                                     |                                   | Bodo VII di Stolberg-Werningerode | …                               |  |  |       |  |  |                                 |  |  |                              |  |
|                                     |                                   | Bodo VII di Stolberg-Werningerode | …                               |  |  |       |  |  |                                 |  |  |                              |  |
| Elisabetta di Stolberg-Werningerode |                                   | Bodo VII di Stolberg-Werningerode |                                 |  |  |       |  |  |                                 |  |  |                              |  |
|                                     |                                   | …                                 | …                               |  |  |       |  |  |                                 |  |  |                              |  |
|                                     |                                   | …                                 | …                               |  |  |       |  |  |                                 |  |  |                              |  |
|                                     |                                   | …                                 | …                               |  |  |       |  |  |                                 |  |  |                              |  |
| Enrico V di Brunswick-Lüneburg      |                                   | …                                 |                                 |  |  |       |  |  |                                 |  |  |                              |  |
|                                     | Vartislao IX di Pomerania-Wolgast | …                                 |                                 |  |  |       |  |  |                                 |  |  |                              |  |
|                                     | Vartislao IX di Pomerania-Wolgast | …                                 |                                 |  |  |       |  |  |                                 |  |  |                              |  |
|                                     | Vartislao IX di Pomerania-Wolgast | …                                 |                                 |  |  |       |  |  |                                 |  |  |                              |  |
| Eric II di Pomerania-Wolgast        | Vartislao IX di Pomerania-Wolgast |                                   |                                 |  |  |       |  |  |                                 |  |  |                              |  |
|                                     |                                   | Sofia di Sassonia-Lauenburg       | Eric IV di Sassonia-Lauenburg   |  |  |       |  |  |                                 |  |  |                              |  |
|                                     |                                   | Sofia di Sassonia-Lauenburg       | Eric IV di Sassonia-Lauenburg   |  |  |       |  |  |                                 |  |  |                              |  |
|                                     |                                   | Sofia di Sassonia-Lauenburg       | Sofia di Brunswick-Wolfenbüttel |  |  |       |  |  |                                 |  |  |                              |  |
| Caterina di Pomerania-Wolgast       |                                   | Sofia di Sassonia-Lauenburg       |                                 |  |  |       |  |  |                                 |  |  |                              |  |
|                                     |                                   | Boghislao IX di Pomerania-Stolp   | …                               |  |  |       |  |  |                                 |  |  |                              |  |
|                                     |                                   | Boghislao IX di Pomerania-Stolp   | …                               |  |  |       |  |  |                                 |  |  |                              |  |
|                                     |                                   | Boghislao IX di Pomerania-Stolp   | …                               |  |  |       |  |  |                                 |  |  |                              |  |
| Sofia di Pomerania-Stolp            |                                   | Boghislao IX di Pomerania-Stolp   |                                 |  |  |       |  |  |                                 |  |  |                              |  |
|                                     |                                   | Maria di Masovia                  | Siemowit IV di Masovia          |  |  |       |  |  |                                 |  |  |                              |  |
|                                     |                                   | Maria di Masovia                  | Siemowit IV di Masovia          |  |  |       |  |  |                                 |  |  |                              |  |
|                                     |                                   | Maria di Masovia                  | Alessandra di Lituania          |  |  |       |  |  |                                 |  |  |                              |  |
|                                     |                                   | Maria di Masovia                  |                                 |  |  |       |  |  |                                 |  |  |                              |  |